# Annette von Droste-Hülshoff
Annette von Droste-Hülshoff (polno ime Anna Elisabeth Franzisca Adolphina Wilhelmina Ludovica Freiin von Droste zu Hülshoff), nemška pesnica, pisateljica in skladateljica * 10. januar 1797, grad Hülshoff pri Münstru, † 24. maj 1848, Meersburg.
Bila je pesnica močnih balad in čustveno religioznih pesmi ter nenavadnih povesti, ki so obravnavale vestfalsko deželo in ljudi. Velja za eno izmed najpomembnejših nemških pesnic in pisateljic ter je predstavnica bidermajerja (v Nemčiji od 1815 do 1848).

## Življenje
Annette von Droste-Hülshoff izhaja iz starega vestfalskega, katoliškega plemstva. Rodila se je 10. januarja 1797 (v nekaterih virih zasledimo tudi 12. ali 14. januar) kot hčerka Clemensa Augusta von Droste-Hülshoffa in Therese von Haxthausen na vestfalskem gradu Hülshoff med Havixbeckom in Roxelom pri Münsteru. Splošno sprejet datum njenega rojstva je 10. januar, vendar je v rojstni oz. krstni knjigi čez uradni datum nekdo »popravil« številko, tako da je delno nečitljiva. Živela je osamljeno in zadržano življenje, tudi v kasnejših letih se je izogibala večjih družabnih skupin. V otroških in mladostniških letih je bila pogosto bolehna, imela glavobole, vročinske napade itd., kar naj bi bila posledica njenega prezgodnjega rojstva. V letih od 1812 do 1819 jo je poučeval ter podpiral profesor Anton Matthias Sprickmann, nemški pisatelj in pravnik, ustanovitelj prostozidarske lože v Münstru, ki obstaja še danes. Po očetovi smrti leta 1826, je celotno družinsko premoženje podedoval njen brat Werner, zato se je morala z materjo in s starejšo sestro Jenny preseliti v hišo Rüschhaus pri Nienbergu (Münstru).
Leta 1820 se je zaljubila; toda njen izbranec Heinrich Straube je bil žrtev spletk Annettine družine, zato je zveza kaj kmalu razpadla. Družina je Annette imela predvsem za negovalko raznih bolnih sorodnikov, in zaradi lastne bolehnosti in finančne odvisnosti ni nikoli pretrgala stikov z družino. 
Kljub nekaterim razlikam v mišljenju jo je mati podpirala pri literarnih prizadevanjih - za žensko je bilo v tistih časih pesništvo smatrano za neprimeren, nespodoben poklic. Toda svojo poklicanost je videla v pesništvu. Njena mati je videla njen talent in jo podpirala, tako da je poskušala vzpostaviti kontakt s Christopherjem Schlüterjem –  nemškim filozofom in avtorjem – kar ji sprva ni uspelo, saj s poslanimi rokopisi ni bil zadovoljen.
Leta 1825 – eno leto pred očetovo smrtjo – se je odpravila na prvo večje potovanje - obiskala je Köln, Koblenz in Bonn, kjer je živel njen bratranec Clemens August von Droste-Hülshoff. 
Tam je spoznala arheologinjo Sibylle Mertens-Schaaffhausen, Adele Schonpenhauer, pisateljico in sestro znamenitega filozofa Arthurja Schopenhauerja.
Že prej je bila v stikih z bratoma Grimm, leta 1813 je zanju celo zbirala pravljice. Spoznala pa je tudi Goethejevo snaho Ottilie.
V Bonnu – to mesto je do leta 1842 večkrat obiskala - je pozneje spoznala še Augusta Wilhelma Schlegla, ki je bil skupaj z bratom Friedrichom Schlegelom utemeljitelj zgodnje nemške romantike ter znanstvene literarne kritike. 
Annette von Droste-Hülshoff se je zelo resno lotila ustvarjanja literarnih del in zavedala se je, da je zmožna ustvarjati literaturo. Zaslovela je tako z balado Deček v močvirju (Der Knabe in Moor) kot tudi z novelo Judovska bukev (Die Judenbuche). Pomemben dokument, ki ga odlikuje globoka religioznost, je njen pesniški ciklus Duhovno leto (Das geistliche Jahr). V njem je oblikovana – tipično za ta čas – razdvojenost človeka med razsvetljensko miselnostjo in religioznim iskanjem. Podatki iz teh del se danes obravnavajo kot njena biografija, saj se je s ciklusom ukvarjala več kot 20 let. Velik vpliv na njeno literarno delovanje so bila njena potovanja na Bodensko jezero. Tam je skupaj z materjo obiskovala svojo sestro Jenny, ki se je poročila z baronom Josephom von Lassbergom (Sepp von Eppishusen), ki se je ukvarjal s srednjeveško literaturo.
Od leta 1841 je veliko časa preživela pri svaku na gradu Meersburg ob Bodenskem jezeru, toda njen dom je še vedno ostajala hiša Rüschhaus pri Nienbergu. Tam je živela s svojo materjo in pestunjo, ki jo je oskrbovala vse do njene smrti. Pomembno je tudi leto 1837, ko je spoznala nemškega pisatelja in novinarja Levina Schückinga, na katerega jo je vezalo pol materinsko pol ljubezensko razmerje. Bil je sin njene prijateljice, vestfalske pisateljice Katharine Sibylle Schücking, ki je umrla, ko je Schücking dopolnil 17 let. Zaradi njenega posredovanja je leta 1841 dobil službo bibliotekarja na gradu Meersburg. Bil ji je intimen prijatelj in zaupnik, prav zanj je nastalo kar nekaj pesmi (An Levin Schücking). Annette si je 17. novembra 1843 kupila hišo Fürstenhäusle, ki je bila na robu mesta, sredi vinogradniške pokrajine v Meersburgu. 
Umrla je popoldan 24. maja 1848 na gradu Meersburg ob Bodenskem jezeru v 51. letu starosti, verjetno za pljučnico. Njen grob je na pokopališču v Meersburgu.
V počastitev spomina na Annette von Droste-Hülshoff:
- doprsni kip Annette von Droste-Hülshoff na vrtu grada Hülshoff, 2006
- leta 1961 so jo upodobili na znamki iz serije Znamenite nemške osebnosti Nemške zvezne pošte
- od 1992 je bila upodobljena na bankovcu 20-DM (nemška marka) četrte serije
- leta 2002 je bila upodobljena na nemški pisemski znamki iz serije Ženske v nemški zgodovini
- Po njej je poimenovana tudi literarna nagrada Der Annette-von-Droste-Hülshoff-Preis,  ki jo od leta 1946 podeljuje okrožje v zvezni deželi Vestfaliji - Westfalen-Lippe - in se podeljuje vsaki dve leti. Knjižna nagrada je priznanje za vrhunske dosežke na področju literarnega ustvarjanja in jo prejmejo samo avtorji, ki so iz zvezne dežele Westfalen.
- Der Droste-Preis der Stadt Meersburg je književna nagrada za nemške pisateljice, ki jo podeljuje mesto Meersburg. Podeljuje se od leta 1957 v času meersburških literarnih večerov.
- Po njej so poimenovali asteroid (12240) Droste-Hülshoff.
- Njeno ime nosi več šol in ulic v številnih mestih.
- Kamen Droste v Königslauu, gozdu blizu Bökendorfa, je bil postavljen leta 1964 v spomin na Annette von Droste-Hülshoff. Sklicevanje na lokacijo Judovske bukve temelji na napaki. Umor Juda Soistmanna Berenda iz Ovenhausna 10. februarja 1783, ki je Droste navdušil za pisanje novele Die Judenbuche, se je zgodil na južnem pobočju gore na gozdni poti od Bökendorfa do Ovenhausna.
- Državna vinarija Meersburg, ki goji tudi vinsko trto, ki je nekoč pripadala pesnici, od leta 1998 v njeno čast prideluje vino Cuvée Annette.

## Dela
- Pesmi (Gedichte, Münster 1838) - Aschendorffsche Buchhandlung, 220 strani
- Judovska bukev (Die Judenbuche), novela izšla v časopisu Morgenblatt für gebildete Leser (Jutranji list za izobražene bralce), 1842
- Pesmi (Gedichte, 1844),  Cotta´sche Verlag Stuttgart, 574 strani
- Westfälische Schilderungen, 1845)
- Duhovno leto (Das geistliche Jahr) - ciklus pesmi
- Deček v močvirju (Der Knabe im Moor) (balada)
- Zadnji darovi (Letzte Gaben, 1860)
- Pri nas na podeželju (Bei uns zu Lande auf dem Lande, 1862) (fragment, zapuščina)
- Pisma Annette von Droste-Hülshoff in Philippa W. (Briefe von Annette von  Droste-Hülshoff und Philipp W.)
- Winfried Woesler (ur.): Historisch-kritische Ausgabe. Werke, Briefwechsel, 13 Bände in 25 Teilbänden, Tübingen 1978-2000
- Povračilo (Die Vergeltung) (balada)
- Leta 1898 so izšla njena zbrana dela (Gesammelte Schriften). Verjetno je to delo imel v rokah tudi Janez Evangelist Krek (slovenski politik, sociolog, pisatelj, teolog, publicist in časnikar).

Judovska bukev – Žanrska slika iz hribovite Vestfalije (Die Judenbuche – Ein Sittengemälde aus dem gebirgichten Westfalen) je novela pisateljice Annette von Droste-Hülshoff, ki je prvič izšla leta 1842 v  časopisu Morgenblatt für gebildete Leser. Novela obravnava zločin ter dogajanje pred njim in po njem. Celotno dogajanje se odvija na oddaljeni vestfalski vasi B (Dorf B), v majhni nemški državici v 18. stoletju in to pred velikim preobratom v Evropi, ki ga prinese francoska revolucija. Novelo lahko razumemo tudi kot študijo okolja in kriminalni roman. Novela temelji na resničnem dogodku, ki se je pisateljici iz otroštva najbolj vtisnil v spomin in ji je znan iz  pripovedi o njeni vestfalski domovini. Njen stric August von Haxthausen  je vse to na podlagi sodnih spisov zabeležil in leta 1818 objavil pod naslovom Zgodba o alžirskem sužnju (Geschichte eines Algierer Sklaven).
V otroških letih je Annette von Droste-Hülshoff redno obiskovala sorodnike na gradu Bökerhof v vzhodnem vestfalskem naselju Bökerdorf, v neposredni bližini kraja »Dorf B« in tam izvedela za tragične dogodke.
Deček v močvirju (Der Knabe im Moor) je znana balada, ki obravnava odnos med človekom in naravo. V baladi nastopa deček, ki ponoči tava po močvirju in se mu prikazujejo duhovi, pred katerimi ima paničen strah. Na koncu vendarle zagleda svetlobo in tako uide močvirju.
Zgradba: balada je sestavljena iz šestih kitic, vsaka ima osem verzov. Kitica kaže  na prehodno metrično shemo ababccab (vrsta 1-4 izmenična rima, 5-6 parna rima, 7-8 izmenična rima), ki nakazuje nemir in hitenje dečka. Veliko verzov se začne z  To je … ali  To …(Das ist ... ali  Da...), ki povzroča občutek neposrednosti in sodoživljanje. Anaforično se uporablja tudi Voran..., ki prav tako nakazuje neposrednost in željo po napredovanju. Napisana je v sedanjiku - z izjemo zadnja dva verza-  ki daje prav ta vtis.
Izročilo
Balada je najprej izšla 16. februarja 1842 v časopisu Morgenblatt (Jutranji list) št.40. Potem je leta 1844 bila natisnjena v zbirki Pesmi (Gedichte) Annette von Droste-Hülshoff v razdelku Resava slika (Heideilder) kot zadnjo delo. Tako balada Deček v močvirju ni uvrščena k drugim baladam, temveč iz tematskih razlogov prestavljena v del knjige, ki opisuje medsebojne vplive človeka in narave. Rokopis ima tri različne napise: V močvirju (Im Moor), Otrok (Das Kind) in še Deček v močvirju (Der Knabe im Moor). Na podlagi tega se da razpoznati, da v pesmi človek in prizorišče nista središče opazovanj, temveč je to človek v svoji okolici.

## Objave
1. 1818-1820 / 1839-1840 Ciklus pesmi Duhovno leto (Das geistliche Jahr)
2. 1838 Zbirka pesmi (Aschendorffsche Buchhandlung. 220 Seiten)
3. 1842 Die Judenbuche (Novela je izšla v časopisu Jutranji list za izobražene bralce oz. Morgenblatt für gebildete Leser)
4. 1844 Zbirka pesmi, Annette Freiin von Droste-Hülshoff
5. 1845 Westfälische Schilderungen